# André Valardy
André Valardy, geboren als André Knoblauch (Antwerpen, 17 mei 1938 - Parijs, 30 april 2007) was een Belgische acteur, komiek en filmregisseur.
Valardy volgde in Parijs een toneelopleiding. Op advies van de Franse acteur en regisseur Jacques Fabbri werd hij komiek. In het theater behaalde hij successen als pantomimespeler en met optredens in wisselende gedaantes. Eveneens trad hij in allerlei films en op televisie op, zoals in "Seule à Paris" uit 1965 (zijn tv-debuut) en in "Ne jouez pas avec les martiens" uit 1967 (zijn filmdebuut). Zijn laatste rol had hij in de griezelfilm "Nothing Sacred" (in de loop van 2007 te verschijnen).
Daarnaast was hij ook als filmregisseur in het genre van de korte film actief. Zo maakte hij gewaardeerde films als "L'erreur est humaine" (1984) en "Le fauteuil magique" (1992).
André Valardy overleed op 68-jarige leeftijd aan de gevolgen van kanker.